# ملكة جمال العالم 1970
ملكة جمال العالم 1970 هي النسخة العشرين من مسابقة ملكة جمال العالم، والتي عقدت في 20 نوفمبر 1970 في قاعة ألبرت الملكية في لندن ، المملكة المتحدة. تنافست 58 متسابقة على لقب ملكة جمال العالم. فازت جنيفر هوستن من غرينادا بلقب ملكة جمال العالم في عام 1970. تم تتويجها من قبل ملكة جمال العالم في عام 1969 ، إيفا روبير ستاير من النمسا. تميز الحدث بالجدل في الأيام السابقة وأثناء المسابقة نفسها وبعدها.

## النتائج

### المراكز النهائية
| النتائج النهائية      | المتنافسة |
| --------------------- | --- |
| ملكة جمال العالم 1970 | - غرينادا - جينيفر هوستين |
| الوصيفة الأولى        | - جنوب أفريقيا - بيريل يانسن |
| الوصيفة الثانية       | - إسرائيل - إريث لافي |

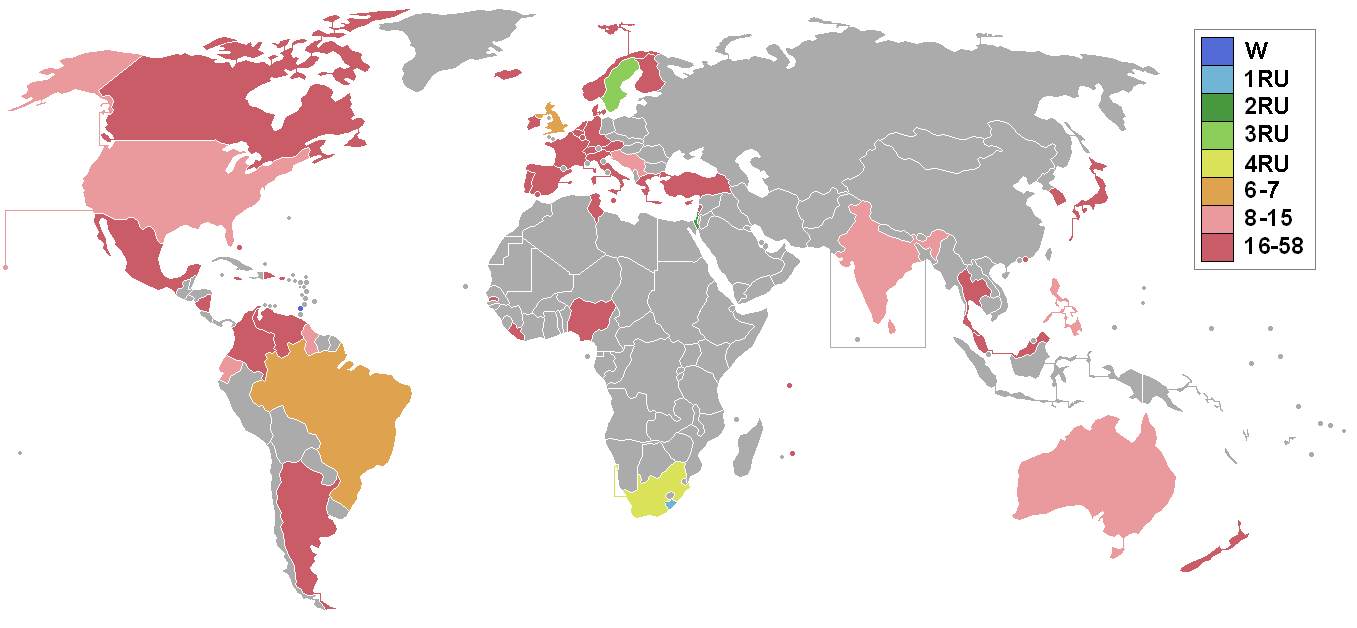
البلدان والأقاليم التي أرسلت مندوبين ونتائج لملكة جمال العالم 1970

| الوصيفة الثالثة       | - السويد - مارجوري كريستل جوهانسون |
| الوصيفة الرابعة       | - جنوب أفريقيا - جيليان جيسوب |
| الوصيفة الخامسة       | - البرازيل - سونيا يارا غيرا |
| الوصيفة السادسة       | - المملكة المتحدة - إيفون آن أورميس |
| أفضل 15               | - أستراليا - فالي كيمب - سيلان - يولاندا شهزادي اهليب - الإكوادور - صوفيا مونتيفيردي نيمبريوتيس - غويانا - جينيفر ديانا ايفان وونغ - الهند - هيذر كورين فافيل - الفلبين - مينيرفا مانالو كاجاتو - الولايات المتحدة - ساندرا آن ولسفيلد - يوغوسلافيا - تيريزا سيلميش |

## المتسابقات
- الأرجنتين - باتريشيا ماريا شاري سالازار
- أستراليا - فالي كيمب
- النمسا - روزماري ريش
- البهاما - جون جوستينا براون
- بلجيكا - فرانسين مارتن
- البرازيل - سونيا يارا جويرا
- كندا - نورما جويس هيكي
- سيلان - يولاندا شاهزالي أهليب
- كولومبيا - كارميلينا بايونا فيرا
- قبرص - لويزا أناستاديادس
- الدنمارك - ويني هولمان
- جمهورية الدومينيكان - فاطمة شيكر
- الإكوادور - صوفيا فيرجينيا مونتيفيردي نيمبريوتيس
- فنلندا - هانيل هامارا
- فرنسا - ميشلين بورين
- غامبيا - مارجريت ديفيز
- ألمانيا - داغمار إيفا روتنبرغ
- جبل طارق - كارمن جوميز
- اليونان - جولي فاردي
- غرينادا - جينيفر هوستن
- غيانا - جينيفر ديانا إيفان وونغ
- هولندا - باتريشيا هولمان
- هونغ كونغ - آن لاي
- أيسلندا - آنا هانسدوتير
- الهند - هيذر كورين فافيل
- أيرلندا - ماري إليزابيث ماكينلي
- إسرائيل - إيريث لافي
- إيطاليا - ماريكا دي بوي
- جامايكا - إليزابيث آن ليندو
- اليابان - هيسايو ناكامورا
- كوريا - لي جونغ هي
- لبنان - جورجينا رزق
- ليبيريا - مينوزا ويلز
- لوكسمبورغ - ريتا ماسارد
- ماليزيا - ماري آن وونغ
- مالطا - تيسا مارثيس جاليا
- موريشيوس - فلورنس مولر
- المكسيك - ليبيا زوليما لوبيز مونتيمايور
- نيوزيلندا - جلينيس إليزابيث تريويك
- نيكاراغوا - إيفانجلينا لاكايو
- نيجيريا - ستيلا أويفري
- النرويج - أود فوس
- الفلبين - مينيرفا مانالو كاجاتاو
- البرتغال - آنا ماريا ديوزو لوكاس
- بورتوريكو - ألما دوريس بيريز
- سيشل - نيكول بارالون
- جنوب أفريقيا - جيليان إليزابيث جيسوب
- إفريقيا الجنوبية - بيرل غلاديس جانسن
- إسبانيا - جوزيفينا رومان جوتيريز
- السويد - مارجوري كريستل جوهانسون
- سويسرا - سيلفيا كريستينا فايسر
- تايلند - تونجاي أمناكامارت
- تونس - كلثوم خويلدي
- تركيا - آفيت توغباي
- المملكة المتحدة - إيفون آن أورمس
- الولايات المتحدة - ساندرا آن ولسفيلد
- فنزويلا - توماس نينا دي لاس كاساس ماتا
- يوغوسلافيا - تيريزا شلميش

## الروابط الخارجية
- موقع ملكة جمال العالم الرسمي